# The World of the Married
The World of the Married (hangeul : 부부의 세계 ; RR : Bubu-ui Segye) est une série télévisée sud-coréenne diffusée du 27 mars au 16 mai 2020 sur JTBC, avec Kim Hee-ae, Park Hae-joon et Han So-hee dans les rôles principaux.

## Synopsis
Ji Sun-woo est une médecin vénérée en médecine familiale et directrice associée au Family Love Hospital. Elle est mariée à Lee Tae-oh, avec qui elle a un fils adolescent, Lee Joon-young. Sun-woo semble avoir tout, d'une carrière réussie à une famille heureuse, mais à son insu, elle est trahie par son mari et ses amis.
Pendant ce temps, Tae-oh rêve de devenir un réalisateur célèbre. Il dirige une petite société de divertissement et de cinéma avec le soutien de sa femme. Même s'il aime et prend soin de sa femme, Tae-oh se place dans une position dangereuse avec une liaison extraconjugale.

## Distribution
- Kim Hee-ae : Ji Sun-woo
  - Jung Ha-eun : Ji Sun-woo (adolescente)
- Park Hae-joon : Lee Tae-oh
- Han So-hee : Yeo Da-kyung
- Park Sun-young : Go Ye-rim
- Kim Young-min : Son Je-hyuk
- Chae Gook-hee : Sul Myung-sook
- Lee Geung-young : Yeo Byung-gyu
- Kim Sun-kyung : Uhm Hyo-jung
- Jeon Jin-seo : Lee Joon-young
- Shim Eun-woo : Min Hyun-seo

## Bande-originale
1. Lonely Sailing (고독한 항해) - Kim Yoon-ah (Jaurim)
2. Nothing On You - Josh Daniel
3. Sad - Son Seung-yeon
4. Just Leave Me (그냥 나를 버려요) - Ha Dong-kyun
5. Farewell In Tears (눈물로 너를 떠나보낸다) - Huh Gak
6. The Days We Loved (사랑했던 날들) - Baek Ji-young

## Diffusion
- JTBC (2020)
- Trans TV (2020)
- K+ NS (2020)
- KNTV (2020)
- Kapamilya Channel (2020)